# دانبکوویتسه دولنه
دانبکوویتسه دولنه (به لهستانی:  Dąbkowice Dolne) یک روستا در لهستان است که در گمینا ووویچ واقع شده‌است. دانبکوویتسه دولنه ۳۰۹ نفر جمعیت دارد.